# Sadie Sink
Sadie Sink (Houston, 16 d'abril de 2002) és una actriu nord-americana principalment coneguda pel seu paper com a Max a Stranger Things. També se la coneix com a Suzanne Ballard a American Odyssey.
Sadie també va aparèixer al circuit de Broadway, amb crèdits a Annie i The Audience.
El 2016, Sink va ser inclosa al repartiment de la sèrie sobrenatural de ciència-ficció de Netflix Stranger Things i apareix en la segona temporada interpretant el paper de Max, un dels personatges de la sèrie.

## Abans de la fama
Va començar a actuar en teatre, apareixent en una producció de Broadway d'Annie quan tenia 11 anys. També, va retratar a una jove reina Elisabet II a la producció de Broadway The Audience junt a Elizabeth Teeter, mentre que reina adulta va ser interpretada per Helen Mirren.

## Família
Té una germana petita anomenada Jacey i tres germans, anomenats Caleb, Mitchell i Spencer.

## Filmografia

### Televisió
| Any  | Títol                     | Personatge      | Episodis    |
| ---- | ------------------------- | --------------- | ----------- |
| 2013 | The Americans             | Lana            | 1 episodi   |
| 2014 | Blue bloods               | Daisy Crapenter | 1 episodi   |
| 2015 | American Odyssey          | Suzanne Ballard | 11 episodis |
| 2016 | Unbreakable Kimmy Schmidt | Tween Girl      | 1 episodi   |
| 2017 | Stranger Things           | Maxine Mayfield | 17 episodis |

### Cine
| Any  | Títol            | Personatge | Altres  |
| ---- | ---------------- | ---------- | ------- |
| 2016 | The Bleeder      | Kimberly   | 11 anys |
| 2017 | The Glass Castle | Lori       | 12 anys |

### Teatre
| Any  | Títol        | Personatge           | Altres |
| ---- | ------------ | -------------------- | ------ |
| 2012 | Annie        | Annie                |        |
| 2015 | The Audience | Jove Reina Isabel II |        |